# Deloitte
Deloitte Touche Tohmatsu Limited, más conocida como Deloitte, es una red de servicios profesionales internacional con sede en Londres (Reino Unido). Es la empresa de servicios profesionales más grande del mundo y una de las cuatro grandes auditoras, junto a PwC, Ernst & Young y KPMG.
La empresa fue fundada por William Welch Deloitte en 1845 en Londres y se expandió a Estados Unidos 1890. Se fusionó con Haskins & Sells para formar Deloitte Haskins & Sells en 1972 y con Touche Ross en EE. UU. para formar Deloitte and Touche en 1989. En 1993, la firma fue nombrada Deloitte Touche Tohmatsu, abreviado como Deloitte. En 2002, algunas oficinas de Arthur Andersen se fusionaron con Deloitte. 
Deloitte ofrece servicios de auditoría, consultoría, así como asesoría financiera, fiscal y jurídica, con 415 000 profesionales en más de 160 países. En 2021, la empresa obtuvo ingresos de USD 50,2 mil millones.

## Historia

### Historia temprana
En 1845, William Welch Deloitte abrió una oficina en Basinghall Street en Londres. Deloitte fue la primera persona que nombró a un auditor independiente de una empresa pública. Abrió su primera oficina en Nueva York en 1880. 
En 1896 Charles Waldo Haskins y Watt Elías Sells formaron Haskins & Sells, en Nueva York. 
En 1893 George Touche estableció una oficina en Londres y luego en 1900 se unió a John Ballantine Niven en el establecimiento de la firma Touche Niven en el edificio de Johnston el número 30 de Broad Street en Nueva York. En ese momento, había menos de 500 contadores públicos en práctica en los Estados Unidos, pero la nueva era de impuesto sobre la renta era muy anticipada para generar una enorme demanda de profesionales de la contabilidad.
El 1 de abril de 1933, el Coronel Arthur Hazelton Carter, Presidente de la Sociedad Estatal de Nueva York de Contadores Públicos y socio gerente de Haskins and Sells, testificó ante el Comité del Senado de EE. UU. sobre la Banca y la Moneda. Carter ayudó a convencer al Congreso que las auditorías independientes deberían ser obligatorias para las empresas públicas. 
En 1947, en Detroit el contador George Bailey: El entonces presidente del Instituto Americano de Contadores Públicos, puso en marcha su propia organización. La nueva entidad disfrutó de un comienzo tan positivo que en menos de un año, la sociedad se fusionó con Touche Niven y AR Smart para formar Touche, Niven, Bailey & Smart. Bajo la dirección de Bailey, la organización creció rápidamente, en parte mediante la creación de una práctica de consultoría de gestión especializada. También forjó vínculos más estrechos con las organizaciones establecidas por el cofundador de la Touche Niven, George Touche. La organización canadiense Ross y la organización británica George A. Touche En 1960, la empresa pasó a llamarse Touche, Ross, Bailey & Smart, convirtiéndose en Touche Ross en 1969.
En 1982, David W. Grant Moxley y Gregorio se convirtieron en los líderes de Touche Ross. En 1985, Edward A. Kangas, un consultor de gestión, fue nombrado socio de Touche Ross. En 1984, Michael J. Cook se convirtió en socio director de Deloitte, Haskins & Sells.

### Historia reciente
En el momento de la fusión de Deloitte Touche (en 1989), el nombre de la firma internacional era un problema, porque no había acceso a todo el mundo exclusivo de los nombres "Deloitte" o "Ross Touche" - clave las firmas miembro de Deloitte, como en el Reino Unido y Ross Touche en Australia no se había unido a la fusión. El nombre de DRT Internacional fue elegido por lo tanto, se refiere a Deloitte, Ross y Tohmatsu. En 1993, la empresa pasó a llamarse internacional Deloitte Touche Tohmatsu para reflejar la contribución de la empresa japonesa. [5], así como los acuerdos de utilizar, tanto de la marca Deloitte y Touche.
En 2002, Arthur Andersen colapsa por el caso Enron. La práctica de Arthur Andersen en el Reino Unido, la mayor práctica de la firma fuera de los EE. UU., acordó fusionarse con la práctica de Deloitte Reino Unido. Andersen en España, los Países Bajos, Portugal, Bélgica, México, Brasil y Canadá también acordó fusionarse con Deloitte. El spin-off de la división de consultoría de Deloitte Francia llevó a la creación de servicios de Consultoría Ineum. Al final Arthur Andersen se fusiona con Deloitte aumentando su número de empleados y clientes.
En 2011, Deloitte Consulting adquirió DOMANI Sostenibilidad y Consultoría ClearCarbon con el fin de ampliar su oferta de servicios de sostenibilidad. 
En 2012, Deloitte ha anunciado la adquisición de Übermind, Inc., una agencia móvil innovadora.

### Estructura global
Por muchos años, la organización y su red de firmas miembro, se organizaron legalmente como Swiss Verein. Al 31 de julio de 2010, los miembros de la Verein pasó a formar parte de Deloitte Touche Tohmatsu (DTTL), una compañía privada del Reino Unido, limitada por garantía. Cada firma miembro dentro de su red global sigue siendo una entidad legal separada e independiente, sujeto a las leyes y regulaciones profesionales del país o países en los que opera. [15]
Esta estructura es similar a otras redes de servicios profesionales que tratan de limitar la responsabilidad civil subsidiaria de los actos de otros miembros. Como entidades separadas y legales, las empresas miembros y DTTL no puede obligar a unos a otros. Los servicios profesionales siguen siendo proporcionados por las firmas miembro y no sólo DTTL. Con esta estructura, los miembros no deben ser responsables por la negligencia de otros miembros independientes. Esta estructura también permite que sean los miembros del Forum of Firms, que es la red de redes de empresas de contabilidad.
En 1989, en la mayoría de países, Deloitte, Haskins & Sells se fusionó con Touche Ross formación de Deloitte & Touche, en el Reino Unido la empresa local de Deloitte, Haskins & Sells se fusionó en lugar de con Coopers & Lybrand (que hoy es PwC). Para algunos años después de la fusión, la fusionada empresa del Reino Unido fue llamado Coopers & Lybrand, Deloitte y la firma local de Touche Ross mantuvo su nombre original. En la década de 1990 sin embargo, ambas empresas del Reino Unido cambiaron sus nombres para que coincida con los de sus respectivas organizaciones internacionales.
Si bien el nombre completo de la compañía privada del Reino Unido es de Deloitte Touche Tohmatsu Limited, en 1989, inicialmente se marca DRT Internacional. En 2003, la campaña de cambio de nombre fue encargado por Bill Parrett, el entonces presidente de la TDT, y dirigida por Jerry Leamon, los clientes a nivel mundial y líder de los mercados. [18]
De acuerdo con el sitio web de la compañía, Deloitte se refiere ahora a la marca bajo la cual las empresas independientes de todo el mundo colaboran para prestar servicios de auditoría, consultoría, asesoramiento financiero, gestión de riesgos, y los servicios tributarios a los clientes seleccionados. 
En 2008, Deloitte ha adoptado su nueva "Siempre un paso por delante" (AOSA) plataforma de posicionamiento de marca para apoyar la actual visión de Deloitte: "Para ser el estándar de excelencia". AOSA representa la postura de la organización global de valor, y nunca se usa como eslogan. El reciente lanzamiento de la campaña publicitaria de Punto Verde también se alinea con la estrategia de marca de Deloitte y el marco de la posición.

### Servicios
Deloitte cumple las siguientes funciones, específicas de cada país, con variaciones en su aplicación jurídica (es decir, todos los sistemas operativos en una sola empresa o a través de entidades jurídicas independientes que operan como filiales de un paraguas entidad jurídica para el país). 
Auditoría y Servicios de Riesgo Empresarial: Proporciona la contabilidad tradicional de la organización y los servicios de auditoría, así como ofrendas en la gestión del riesgo, seguridad de la información y la privacidad, la calidad e integridad de datos, el riesgo del proyecto, la gestión de la continuidad del negocio, auditoría interna y control de TI de garantía.
Consultoría: Asiste a los clientes por la prestación de servicios en las áreas de aplicaciones empresariales, integración de la tecnología, la estrategia y las operaciones, el capital humano, y la contratación externa de corto plazo.
Asesoría Financiera: Provee servicios de finanzas corporativas a los clientes, incluida la controversia, la quiebra personal y comercial, revisión de documentos, asesoramiento y servicios de valoración.
Impuestos: Ayuda a los clientes aumentar su valor liquidativo, se comprometen los precios de transferencia y las actividades internacionales de impuestos de las empresas multinacionales, reducir al mínimo sus obligaciones tributarias, implementación de sistemas informáticos de impuestos, y proporciona asesoramiento sobre las consecuencias fiscales de las decisiones empresariales diversas.
Otros Servicios: ofrece servicios especializados a los clientes en los campos de las Normas Internacionales de Información Financiera (NIIF), los clientes con intereses en China y Japón, y otros.

### Personal
Deloitte ofrece a su personal una gran variedad de modelos de carrera para escoger según sus preferencias, la ubicación geográfica y la necesidad de la empresa. Estos modelos de carrera también varían para cada función. Los títulos tradicionales de consultoría son "analista" a través de "principal", el FAS ha "asociado" a través de "socio", y la entrega centradas en las características de vía "especialistas" a través de "líder especialista".
La escala de cargos generalmente aceptada en las firmas miembro de Deloitte es:
- Socio Director País
- Socio Director de Línea por áreas
- Socio
- Senior Manager
- Gerente
- Experienced Senior
- Sénior
- Asistente

En las ramas que involucran profesionales del sector jurídico-fiscal los cargos son los siguientes:
- Socio Director País
- Socio Director de Línea por áreas
- Socio
- Director
- Asociado Principal
- Asociado Sénior
- Asociado
- Junior

Deloitte contrata de nivel de entrada de personal al cliente las funciones relacionadas a través de sus programas de contratación de postgrado en universidades seleccionadas.
La organización ha sido clasificada por la revista Fortune como una de sus "100 Mejores Compañías para Trabajar". 
En 2007 y 2009, Deloitte fue calificado como el lugar número uno para lanzar su carrera por la revista BusinessWeek.

## Sanciones
El 25 de abril de 2018 el Instituto de Contabilidad y Auditoría de Cuentas sancionó a Deloitte por infracciones graves cometidas por la auditoría de las cuentas del Grupo ACS correspondientes al año de 2011.

## Controversias

### Industria tabacalera australiana
En 2011, Deloitte recibió el encargo de la industria tabacalera para compilar un informe sobre el tabaco ilícito. Los funcionarios del Servicio de Aduanas y Protección Fronteriza de Australia calificaron el informe de "potencialmente engañoso" y expresaron su preocupación por la "confiabilidad y precisión" de los datos. Cuando se publicó un segundo informe de Deloitte centrado en falsificación de cigarrillos, el ministro del Interior  Brendan O'Connor describió el segundo informe como "infundado y engañoso" y "falso". Los funcionarios de salud pública criticaron la decisión de Deloitte de realizar la investigación, ya que agregaba credibilidad a los esfuerzos de la industria tabacalera para socavar la legislación de  empaquetado de cigarrillos del  gobierno australiano.